# Saverio Latteri
Saverio Latteri (Palermo, 22 marzo 1895 – Catania, 6 aprile 1963) è stato un medico italiano.

## Biografia
Figlio di Ferdinando, ispettore medico, e di Rosina Cuccio, la famiglia aveva origini sanfratellane, borgo al quale rimase sempre molto legato.
Laureatosi a Palermo nel 1920, nel 1928 eseguì per la prima volta in Sicilia, la "resezione gastro-duodenale per ulcera peptica". Insegnò poi "patologia chirurgica" nelle università di Cagliari, Modena e Messina. Negli anni '40 tornò come docente all'Università di Palermo per insegnare la stessa materia, e, dal 1948, "clinica chirurgica". Dal 1943 al 1949 diresse l'Istituto di chirurgia generale e fondò inoltre la scuola di anestesiologia. Fu autore di numerose pubblicazioni scientifiche.
Due dei cinque figli, tra i quali Ferdinando, hanno proseguito con successo le orme paterne, diventando chirurghi e docenti universitari.